# Montgon
Montgon és un municipi francès situat al departament de les Ardenes i a la regió del Gran Est. L'any 2007 tenia 75 habitants.

## Demografia

### Població
El 2007 la població de fet de Montgon era de 75 persones. Hi havia 36 famílies de les quals 16 eren unipersonals (12 homes vivint sols i 4 dones vivint soles), 8 parelles sense fills, 4 parelles amb fills i 8 famílies monoparentals amb fills.
La població ha evolucionat segons el següent gràfic:
Habitants censats

### Habitatges
El 2007 hi havia 47 habitatges, 39 eren l'habitatge principal de la família i 8 eren segones residències. 41 eren cases i 5 eren apartaments. Dels 39 habitatges principals, 28 estaven ocupats pels seus propietaris i 11 estaven llogats i ocupats pels llogaters; 3 tenien dues cambres, 3 en tenien tres, 13 en tenien quatre i 19 en tenien cinc o més. 36 habitatges disposaven pel capbaix d'una plaça de pàrquing. A 24 habitatges hi havia un automòbil i a 10 n'hi havia dos o més.

### Piràmide de població
La piràmide de població per edats i sexe el 2009 era:
| Homes | Edats   | Dones |
| ----- | ------- | ----- |
| 4     | 95 o +  | 0     |
| 0     | 90 a 94 | 0     |
| 0     | 85 a 89 | 0     |
| 0     | 80 a 84 | 0     |
| 4     | 75 a 79 | 0     |
| 4     | 70 a 74 | 4     |
| 0     | 65 a 69 | 0     |
| 0     | 60 a 64 | 4     |
| 8     | 55 a 59 | 0     |
| 0     | 50 a 54 | 12    |
| 12    | 45 a 49 | 4     |
| 0     | 40 a 44 | 0     |
| 0     | 35 a 39 | 0     |
| 0     | 30 a 34 | 0     |
| 4     | 25 a 29 | 0     |
| 0     | 20 a 24 | 4     |
| 4     | 15 a 19 | 4     |
| 0     | 10 a 14 | 0     |
| 0     | 5 a 9   | 0     |
| 0     | 0 a 4   | 0     |

## Economia
El 2007 la població en edat de treballar era de 49 persones, 34 eren actives i 15 eren inactives. De les 34 persones actives 32 estaven ocupades (19 homes i 13 dones) i 2 estaven aturades (2 dones i 2 dones). De les 15 persones inactives 9 estaven jubilades, 3 estaven estudiant i 3 estaven classificades com a «altres inactius».
Activitats econòmiques
L'any 2000 a Montgon hi havia 7 explotacions agrícoles que ocupaven un total de 553 hectàrees.

## Poblacions més properes
El següent diagrama mostra les poblacions més properes.